# Vincent Missotten
Vincent Missotten is een personage in de VTM-televisieserie Familie. Het personage werd gespeeld door Hugo Van den Berghe.

## Overzicht
Vincent Missotten is aanvankelijk onderzoeksrechter bij de politie, waar hij samen met inspecteurs Jef Lits en Jos Janssens de moord op Guido Van den Bossche onderzoekt. Op die manier komt hij vaak in contact met Els d'Hollander, en na verloop van tijd lijkt er iets te bloeien tussen te twee.
Uiteindelijk besluit Vincent de politie vaarwel te zeggen en wordt hij aangeworven als algemeen directeur bij VDB Electronics. Vincent is blij met de totaal nieuwe wending van zijn leven, maar zijn geluk is maar van korte duur. Op een dag krijgt hij immers te horen dat hij kanker heeft en terminaal ziek is. Hij verlaat de firma en stelt zijn rechterhand Jo Berrevoets aan als manager. Enkele dagen voor zijn dood, treedt Vincent nog met Els in het huwelijk.
In januari 2018, tijdens de midseizoensfinale, duikt de naam van Vincent Missotten opnieuw op. Tijdens de opgraving van het graf van Guido Van den Bossche blijkt diens doodskist leeg te zijn. Peter en Amèlie gaan op onderzoek en al snel blijkt dat er zowel uit het autopsieverslag als in het dossier van de politie een bladzijde ontbreekt. En dat terwijl Vincent Missotten onderzoeksrechter was, niet veel later de directeursstoel van Guido overnam én ook diens vrouw. 